# Río Locomapa
Río Locomapa är ett vattendrag i Honduras.   Det ligger i departementet Departamento de Yoro, i den centrala delen av landet, 130 km norr om huvudstaden Tegucigalpa.